# Pteroneta madangiensis
Espèce
Pteroneta madangiensis est une espèce d'araignées aranéomorphes de la famille des Clubionidae.

## Distribution
Cette espèce est endémique de Nouvelle-Guinée orientale en Papouasie-Nouvelle-Guinée,.

## Description
Le mâle holotype mesure 3,5 mm et la femelle paratype 3,6 mm.

## Étymologie
Son nom d'espèce, composé de madang et du suffixe latin -ensis, « qui vit dans, qui habite », lui a été donné en référence au lieu de sa découverte, la province de Madang.

## Publication originale
- Versteirt, Deeleman-Reinhold & Baert, 2008 : Description of new species of the genus Pteroneta (Arachnida: Araneae: Clubionidae) from Papua New Guinea. The Raffles Bulletin of Zoology, vol. 56, no 2, p. 307-315 (texte intégral).